# Ernst Veenemans
Ernst Veenemans, né le 18 mars 1940 à Haarlem et mort le 2 octobre 2017, est un rameur d'aviron néerlandais.

## Carrière
Ernst Veenemans participe aux Jeux olympiques d'été de 1964 à Tokyo et remporte la médaille d'argent en deux sans barreur avec son coéquipier Steven Blaisse.